# Sikypark
Koordinaten: 47° 16′ 25″ N, 7° 27′ 22″ O; CH1903: 601323 / 235857
Sikypark ist ein Tierpark in Crémines in Berner Jura in der Schweiz.

## Lage
Der Park liegt zwischen Crémines und Gänsbrunnen in einem Seitental des Raustals, an der Hauptstrasse 30. Der Park ist durch die Haltestelle Crémines-Zoo der Bahnstrecke Solothurn–Moutier mit öffentlichem Verkehr gut erreichbar.

## Geschichte
Der Tierpark wurde vom lokalen Unternehmer Siegfried Roos als Siky Ranch im 1972 gegründet.
- Von 1996 bis 2014 wurde die Anlage vom Dompteur Jerry Wegman geführt. Eine Besonderheit waren die weissen Tiger.[2]
- Im Jahr 2014 wurde die Anlage an den Falkner Christoph und Mélanie Keller verkauft.[3]
- Im Jahr 2018 wurden die Raubkatzen vom Dompteur Rene Strickler in der umgebauten Anlage integriert. Der Tierpark wird neu Sikypark genannt.[4]